# Radiation (Album)
Radiation (englisch für „Strahlung“) ist das zehnte Studioalbum der britischen Progressive-Rock-Band Marillion. Um dieses Jubiläum zu visualisieren, wurden die Buchstaben „io“ in Marillion und Radiation auf dem Cover farblich abgesetzt. Die CD wurde im September 1998 veröffentlicht.

## Hintergrund
Nach dem Einstieg von Steve Hogarth bei Marillion dauerte es eine Weile, bis wieder ein eigenständiger Stil gefunden wurde; siehe Hogarth-Ära. Mit Radiation änderte Marillion seinen Sound gegenüber den Vorgängeralben radikal. Bemerkenswert ist vor allem das veränderte Gitarrenspiel von Steve Rothery, welches hier auch nicht mehr so den Sound der Band dominiert. Im März 2013 erschien unter dem Titel Radiation 2013 eine remasterte und remixte Neuveröffentlichung, welche von Fans und Kritikern überwiegend als wertsteigernd gewertet wurde. Diese Version des Albums ist aufgrund des Fehlens von unpassend empfundenen Passagen etwas kürzer als die ursprüngliche Version.

## Titelliste
1. Costa del Slough (01:27)
2. Under the Sun (04:10)
3. The Answering Machine (03:48)
4. Three Minute Boy (05:59)
5. Now She’ll Never Know (04:59)
6. These Chains (04:50)
7. Born to Run (05:12)
8. Cathedral Wall (07:20)
9. A Few Words for the Dead (10:32)

Bonustracks des US-Release
1. Estonia (Acoustic-Version) (06:43)
2. Memory of Water (Big Beat Mix) (08:05)

Bonustracks des JP-Release
1. The Space (Live Acoustic-Version) (04:12)
2. Fake Plastic Trees (Live Acoustic-Version) (04:56) (Radiohead-Cover)

## Singleauskopplung
Das Lied These Chains wurde eine Woche vor Veröffentlichung des Albums als Single veröffentlicht. Als B-Seite wurde Fake Plastic Trees, ein Radiohead-Cover, gewählt.

## Rezeption
Das Album spaltete sowohl die Fangemeinde als auch die verschiedenen Rezensenten. Die Kritiken aus dem Prog-Rock-Genre-Umfeld fallen fast durchweg schlecht aus, während aus dem allgemeineren Rock-Bereich positivere Kritiken zu lesen sind.